# ガンジス河でバタフライ
『ガンジス河でバタフライ』（ガンジスがわでバタフライ）は、たかのてるこの2000年幻冬舎刊のエッセイ。また、それを原作として、名古屋テレビ放送（メ〜テレ）制作テレビ朝日系列で2007年10月5日と6日に放送されたテレビドラマ。

## テレビドラマ
名古屋テレビ放送（メ〜テレ）開局45周年記念ドラマとして、2007年10月5日（金）と6日（土）の2夜連続で、テレビ朝日系列において長澤まさみ主演により放送された。脚本は宮藤官九郎。制作局のメ〜テレではスーパーJチャンネルの16時54分-17時までを差し替えて16時57分から予告を放送した。
視聴率、23：15-前編（10月5日 7.6%）・23：00-後編（10月6日 6.2%）
ドラマの放送を前に、宮藤と原作者のたかのがインドを訪れ、シナリオハンティングを敢行する『「ガンジス河でバタフライ」ができるまで〜宮藤官九郎 史上最悪のインド・シナハン旅へ〜』も放送された。
ドラマのクライマックスは、長澤本人がガンジス河でバタフライを泳ぐシーン。長澤は両親にインド行きを心配されたようで、インドロケ前に行われた会見で「父に止められまして、けんかをしました（笑い）」と話した。また、長澤の水泳指導には、元日本代表選手で、現在は発展途上国の支援にも関わるスポーツライター・井本直歩子も参加した。
なお、たかのは現役の東映社員であり、単に原作者としてだけではなく、自らも東映代表のプロデューサーとして制作に深くかかわった。

### ストーリー
平凡な女子大生の高野てるこは、就職活動の面接で落とされそうになったはずみになぜか「ガンジス河でバタフライしました、私」とつい口をすべらせてしまい、インドを旅することになった。初めての海外「インド」へひとりで旅立ち、様々なカルチャーショックを受けるが、旅を続けていき、様々な体験をしていく。

### 出演
- 高野てるこ：長澤まさみ
- シンゴ：塚本高史
- テツコ：中谷美紀（特別出演）
- 高野昭吾：石橋蓮司
- 高野典子：竹下景子
- 高野昭典：荒川良々
- 丸山：皆川猿時
- ちん：立花彩野
- サカイ：宮沢紗恵子
- カジ：前川貴紀
- 珠美：木下智恵（前編のみ）
- 面接官：遠山俊也
- 猪木似の青年：伊藤広大
- てるこの上司：河原田ヤスケ

「捜索バラエティー・フクロのネズミ」関係者（後編のみ）
- 司会者：梶原しげる
- ルイス（超能力者）：アダムソン
- コメンテーター：阿部六郎、高柳葉子、大塚洋
- 司会アシスタント：高見くり
- ルイスの通訳：小林央子

### スタッフ
たかのは通常、制作者としては本名で参加するが、このドラマに関しては原作者であり自身が長澤演じる主人公である特殊性から、プロデューサーとしても名義を「たかのてるこ」に統一した。
- 制作：名古屋テレビ（メ〜テレ）、東映
- 制作協力：KMA インターフェイス
- 演出協力：リーライダーす
- 原作：「ガンジス河でバタフライ」（たかのてるこ著・幻冬舎文庫刊）
- 脚本：宮藤官九郎
- 監督：李闘士男（リーライダーす）
- 制作者：石川治（メ〜テレ）、鈴木武幸（東映）
- エグゼクティブプロデューサー：継松和也、大森敏勝（メ〜テレ）、加藤貢（東映）
- チーフプロデューサー：狩野隆也（メ〜テレ）
- プロデューサー：太田雅人（メ〜テレ）、たかのてるこ（東映）、井上昇宗（KMA インターフェイス）
- 音楽：coba
- 主題歌：「ハネユメ」矢井田瞳（青空レコード）
- 水泳指導：井本直歩子

### ネット局
- メ〜テレ:制作局
- テレビ朝日:ANN幹事局
- 青森朝日放送
- 岩手朝日テレビ
- 東日本放送
- 秋田朝日放送
- 山形テレビ
- 福島放送
- 新潟テレビ21
- 長野朝日放送
- 静岡朝日テレビ
- 北陸朝日放送
- 朝日放送
- 瀬戸内海放送
- 愛媛朝日テレビ
- 広島ホームテレビ
- 山口朝日放送
- 九州朝日放送
- 大分朝日放送
- 熊本朝日放送
- 長崎文化放送
- 鹿児島放送
- 琉球朝日放送